# Montecassiano
Montecassiano is een gemeente in de Italiaanse provincie Macerata (regio Marche) en telt 6830 inwoners (31-12-2004). De oppervlakte bedraagt 33,0 km², de bevolkingsdichtheid is 207 inwoners per km².

## Demografie
Montecassiano telt ongeveer 2369 huishoudens. Het aantal inwoners steeg in de periode 1991-2001 met 10,5% volgens cijfers uit de tienjaarlijkse volkstellingen van ISTAT.
| Jaar | Inwoneraantal |
| ---- | ------------- |
| 1991 | 5950          |
| 2001 | 6577          |

## Geografie
De gemeente ligt op ongeveer 215 m boven zeeniveau.
Montecassiano grenst aan de volgende gemeenten: Appignano, Macerata, Montefano, Recanati.